# Guzmania tarapotina
Guzmania tarapotina là một loài thực vật có hoa trong họ Bromeliaceae. Loài này được Ule mô tả khoa học đầu tiên năm 1906.